# Bob Brozman
Bob Brozman (New York, 8 marzo 1954 – Ben Lomond, 23 aprile 2013) è stato un chitarrista e musicista statunitense.

## Carriera
È stato un artista poliedrico, capace di esibirsi in numerosi stili, come blues, Gipsy Jazz, calypso, ragtime, musica hawaiana e caraibica; inoltre è un linguista, un antropologo ed un etnomusicologo. Ha ricoperto il ruolo di professore associato al  Department of Contemporary Music Studies della Macquarie University di Sydney, dove svolgeva la sua attività di ricerca e teneva lezioni sulla musica etnica nelle isole dell'Oceania.
Brozman ha collaborato con musicisti provenienti da diverse nazioni, come India, Africa, Giappone, Papua Nuova Guinea, anche grazie al fatto di essere costantemente in tour in Nord America, Europa, Australia, Asia ed Africa.
Ha registrato oltre 30 album ed ha vinto per due anni di seguito il premio della rivista Guitar Player sia nella categoria blues che in quella della slide guitar. Nel 1999 è stato cofondatore degli International Guitar Seminars, che ospitano annualmente oltre 120 studenti nelle sedi di California, New York e Canada.
Dal 2000 al 2005 le sue collaborazioni musicali si sono costantemente posizionate tra le prime dieci a livello europeo nella classifica della World Music.
Negli ultimi anni di vita è stato coinvolto in un progetto volto a fornire ai musicisti dei paesi del Terzo mondo, in particolare in Africa ed Oceania, strumenti e apparecchiature di registrazione che rimarrebbero inutilizzati nei paesi occidentali.
Brozman utilizzava principalmente le chitarre resofoniche prodotte dalla National String Instrument Corporation tra gli anni venti e trenta e dalla National Reso-Phonic Guitars. Tra i suoi strumenti vi è una versione baritonale della chitarra resofonica a tricono, al cui sviluppo ha attivamente contribuito nella seconda metà degli anni novanta.
Nel mese di maggio 2009, e per tutti gli anni successivi, ha partecipato al festival Acoustic Guitar International Meeting che si tiene annualmente a Sarzana (SP), suonando una piccola parte del suo repertorio.
È stato trovato senza vita nella sua casa nell'aprile 2013 all'età di 59 anni

## Discografia
- Blue Hula Stomp (1981)
- Snapping the Strings (1983)
- Hello Central...Give Me Dr. Jazz (1985)
- Devil's Slide (1988)
- A Truckload of Blues (1992)
- Slide A Go-Go (1994)
- Blues 'Round the Bend (1995)
- Golden Slide (1997)
- Kika Kila Meets Ki Ho'Alu (1997)
- Kosmik Blues & Groove' (1998)
- The Running Man (1999)
- Four Hands Sweet & Hot (with Cyril Pahinui) (1999)
- Get Together (2000)
- Ocean Blues (2000) with Djeli Moussa Diawara
- Jin Jin/Firefly (2000) with Takashi Hirayasu;
- Nankuru Kaisa (2001) with Takashi Hirayasu;
- Live Now (2001)
- Digdig (with Rene Lacaille) (2002)
- Rolling Through This World (collaboration with Jeff Lang, 2002)
- Mahima (collaboration with Debashish Bhattacharya, 2003)
- Metric Time (2003)
- Songs of the Volcano (2005)
- Blues Reflex (2006)
- Lumiere (2007)
- Post-Industrial Blues (2007)
- Six Days in Down (2010) with John McSherry and Donal O'Connor
- Fire in the Mind (2012)
- Live In Italy (2013)